# Sienai Szent Bernardin-templom (Mexikóváros)
A Sienai Szent Bernardin-templom Mexikóváros Xochimilco kerületének egyik műemléke, a városrész legfontosabb temploma.

## Története
A 16. században Xochimilco területén nagy számú indián lakosság élt, akiket az 1524-ben megérkezett ferencesek (Pedro de Gante és Martín de Valencia) kezdtek katolikus hitre téríteni. Először egy korábbi indián templom helyén létesítettek nyitott kápolnát, majd néhány év múlva, 1535-ben megkezdték a Szent Bernardin-templom és a hozzá tartozó kolostor felépítését. Ez volt az egyik első hely Amerikában, ahol a ferencesek jelentős eredményeket tudtak felmutatni a hittérítésben.
A 2017. szeptember 19-i földrengésben ez a templom is megrongálódott: leomlott az udvart övező fal egy része, a főbejárathoz tartozó ívek, valamint részben a homlokzati oromfal is, a harangtorony pedig elferdült. A falakon keletkezett korábbi repedések megnőttek, és újabbak is keletkeztek. A templombelsőben egy szobor eldőlt, és az arcánál megrongálódott.

## Leírás
Az épület Mexikóváros déli részén, Xochimilco kerületben áll, északról és nyugatról parkosított terület határolja. Az eredeti templom egyhajós, dongaboltozatos, reneszánsz stílusú főhomlokzattal rendelkező, de platereszk és herrerista hatásokat is mutató épület volt. A bejárati kapu ma is az eredeti, 16. századi formáját mutatja. A főoltár retablója gazdagon díszített, barokk alkotás, közepén Sienai Szent Bernardin ábrázolása jelenik meg. A falakon a régi korok híres művészeinek festményei találhatók: ezek többek között Szent Péter vértanúságát és Szent Kristófot ábrázolják. A berendezés egyik legértékesebb tárgya a 16. századból származó keresztelőkút. Orgonája a 18. században készült.

## Képek

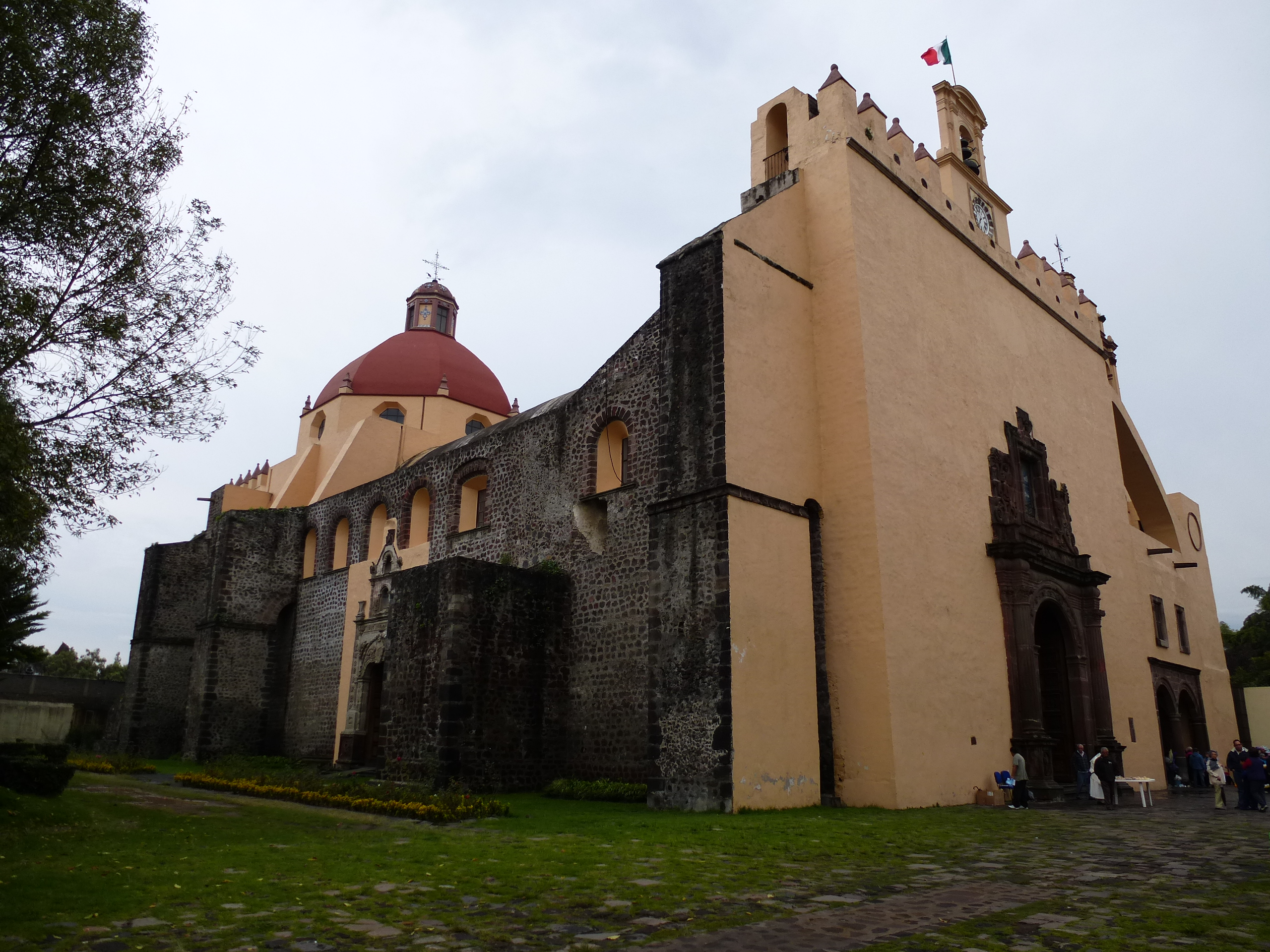
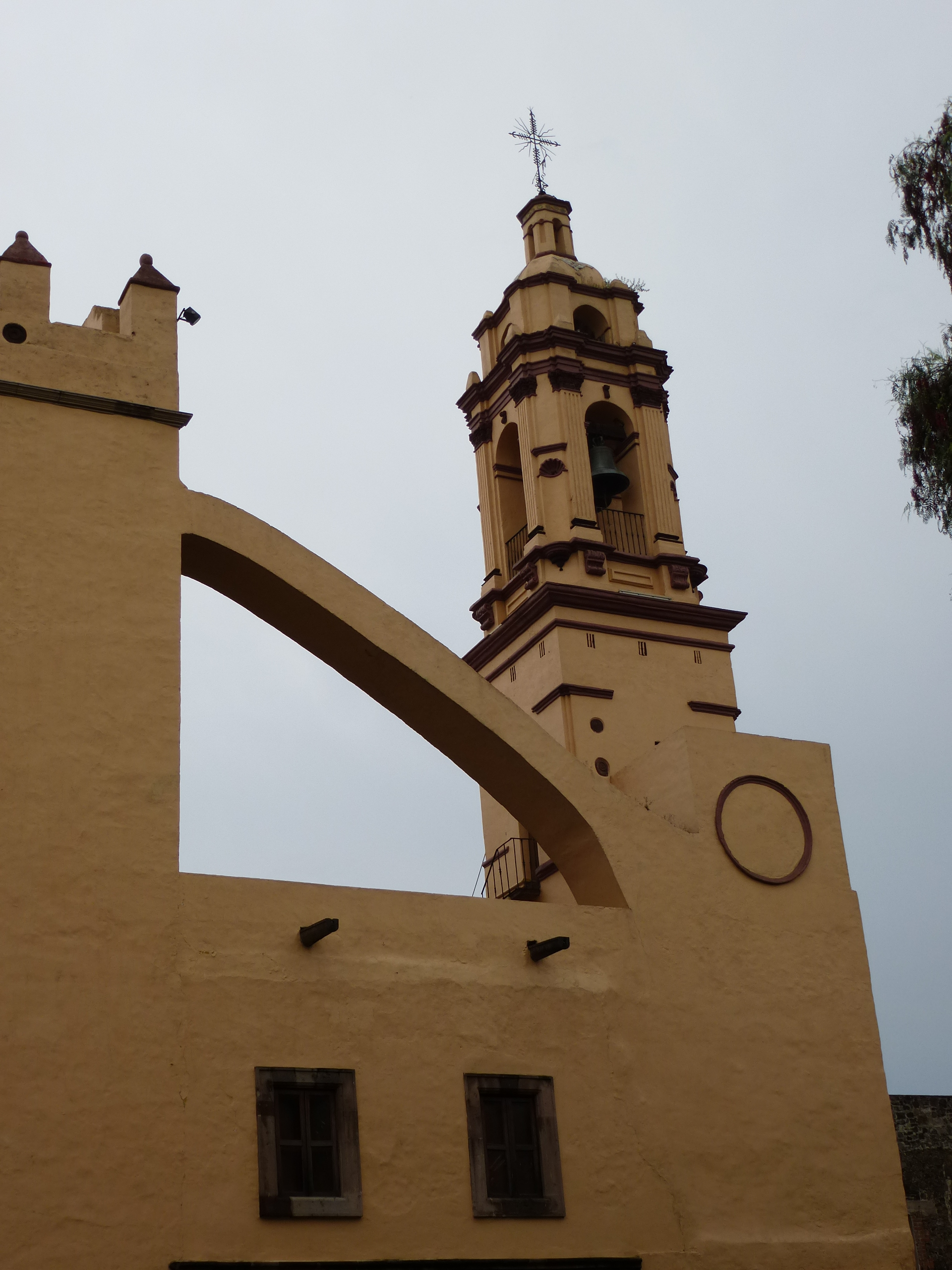
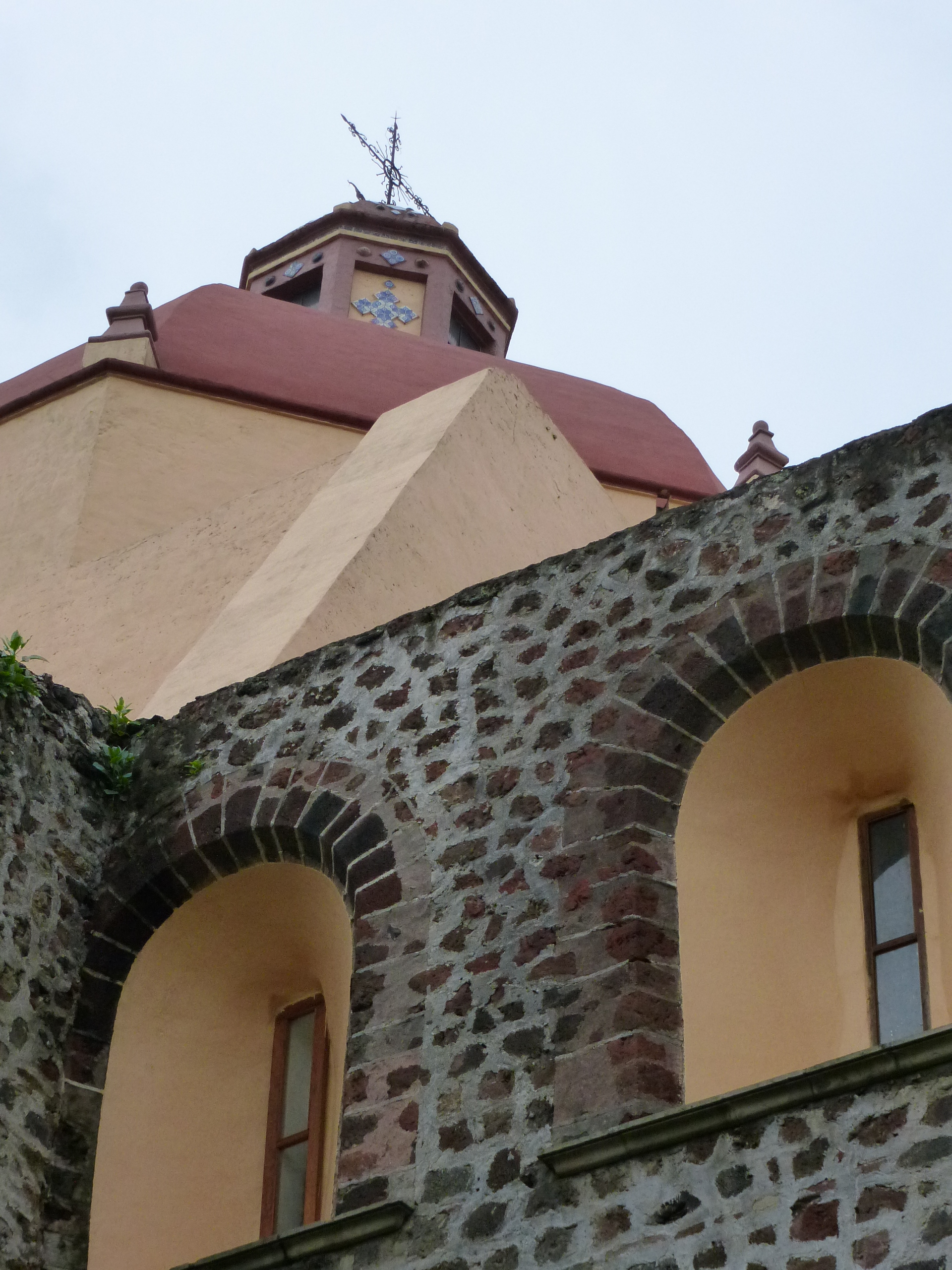
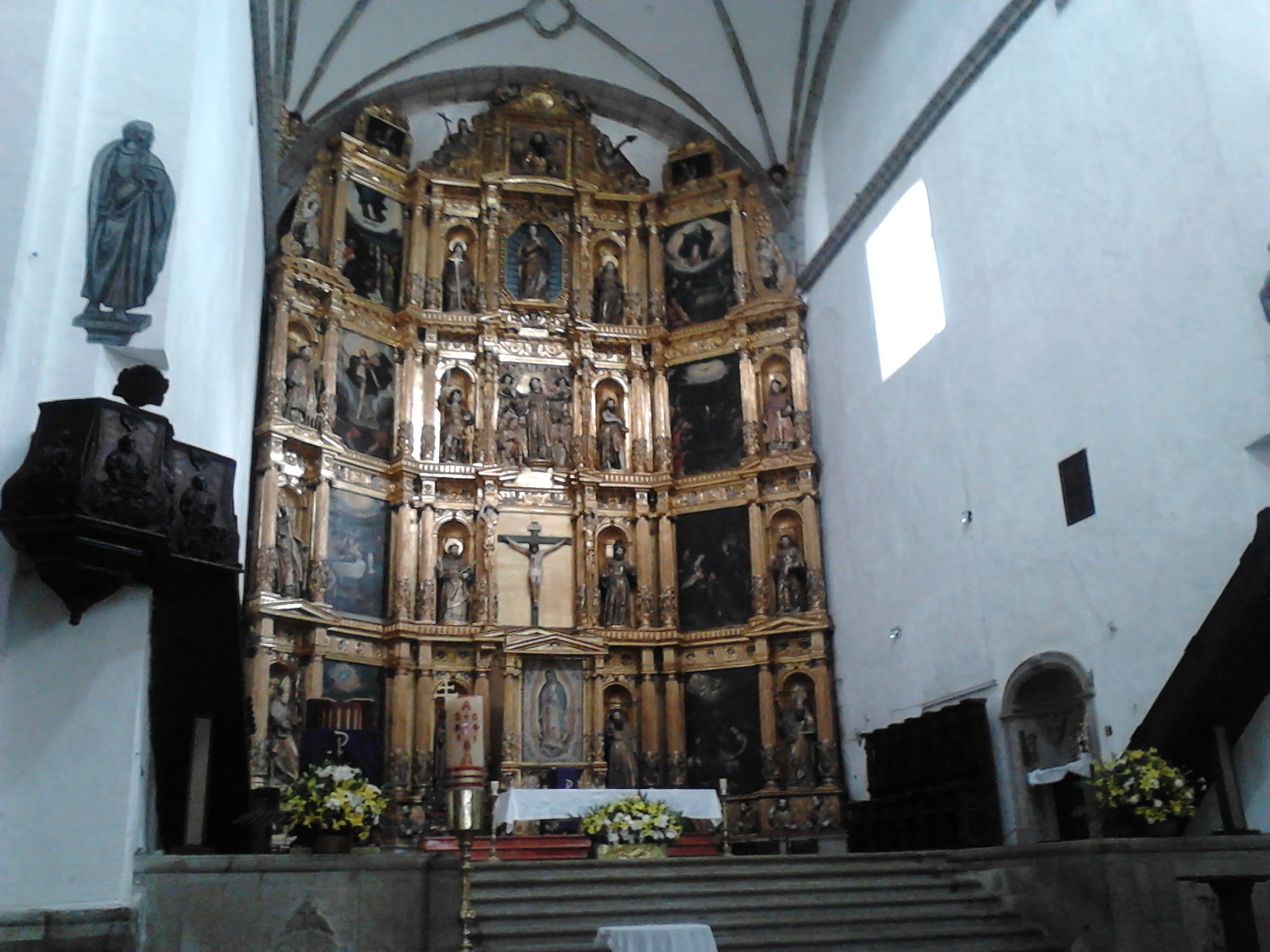